# Sadie West
Sadie West (Carlsbad, California; 13 de marzo de 1988) es una actriz pornográfica retirada estadounidense.

## Biografía
Sadie West, cuyo nombre de nacimiento es Romie Zayak, nació en marzo de 1988 en Carlsbad, en el Estado de California, en una familia con ascendencia irlandesa y mexicana. Creció en la ciudad de San Diego. Su primer trabajo fue como profesora de gimnasia para niños de preescolar. Antes de adentrarse en la industria pornográfica, trabajó como estríper.
Comenzó a actuar en el cine para adultos en 2008, a la edad de 20 años, después de ser descubierta por la agencia IT Models. Sadie firmó un contrato de exclusividad con la productora New Sensations en julio de 2008, contrato que perduró hasta un año después, que quedó libre.
Algunas de sus primeras películas Addicted 6, Bound To Please 6, Fresh Outta High School 12, Voyeur In Me o Sadie and Friends, así como cuatro secuelas de esta serie.
Su primera escena de sexo interracial tuvo lugar en la película Racially Motivated.
Como actriz, estuvo nominada en 2010 en los Premios AVN y XBIZ en la categoría de Mejor actriz revelación. En 2011 volvía a estar nominada en los AVN en las categorías de Mejor Tease Performance por Pornstar Workout 2 y en la de Mejor escena de sexo chico/chica por Pornstar Superheroes.
Otras de sus películas como actriz son What An Ass! 7, Assmazons, Accommodations, Bonny and Clide, Grand Theft Auto XXX Parody, I Love Sadie, Malice in Lalaland, No Love Lost, Strap Attack 12 o Spring Chickens 23.
En 2012 se casó con Darron Bergdorf. Ese mismo año decidió retirarse como actriz con más de 170 películas protagonizadas, entre producciones originales y recopilaciones.

## Premios y nominaciones
| Año  | Ceremonia    | Resultado | Premio                           | Trabajo              |
| ---- | ------------ | --------- | -------------------------------- | -------------------- |
| 2010 | Premios AVN  | Nominada  | Mejor actriz revelación          | —                    |
| 2010 | Premios XBIZ | Nominada  | Mejor actriz revelación          | —                    |
| 2011 | Premios AVN  | Nominada  | Mejor Tease Performance          | Pornstar Workout 2   |
| 2011 | Premios AVN  | Nominada  | Mejor escena de sexo chico/chica | Pornstar Superheroes |